# ودیگرام
ودیگرام (به انگلیسی: Odigram) یک منطقهٔ مسکونی در پاکستان است که در خیبر پختونخوا واقع شده‌ است.